# Gaál Imre (református lelkész)
Gaál Imre (Kajászószentpéter, 1815. április 18. – Nagykereki, 1890. február 23.) református lelkész.

## Élete
Gaál András birtokos és Márczéh Éva fia volt. Gimnáziumi tanulmányait Kunszentmiklóson kezdte, majd Nagykőrösön filozófiát tanult. 1834-ben a Debreceni Református Kollégium diákja lett, a bölcseleti, jogi s teológiai tudományok elvégzése után 1840 őszén nevelő lett a báró Vay családnál; ezen állását azonban 1841-ben a hencidai rektorsággal cserélte föl. 1843-ban a nagykereki református egyház hívta meg lelkészének. Itt érte az 1849. év, amikor ő is a felsőmagyarországi hadseregbe lépett és Dembinszky Henrik IX. hadtesténél tábori lelkész lett. A szabadságharc után mint magánzó élt; 1851-ben Földesen időközi lelkész volt. 1852 tavaszán visszahívták nagykereki állomására. Több évig egyházmegyei tanácsbiró s 1881. május 2-tól esperes volt. Jelen volt a debreceni református zsinaton 1881-ben.

## Munkái
Írt politikai, gazdasági és egyházi lapokba társadalmi és szakcikkeket; így az Érkövy Adolf által szerkesztett Magyar Gazdába (1859–61) és Gazdasági Füzetekbe (1862), a Szegedi Hiradóba (1859); vallásos költeményei pedig a Debreczeni Prot. Lapban jelentek meg.
Kéziratban maradtak egyházi beszédei és lírai költeményei.